# Marco Büchel (Fussballspieler)
Marco Büchel (* 30. August 1979) ist ein ehemaliger liechtensteinischer Fussballspieler.

## Karriere

### Verein
Seine erste Station im Herrenbereich war der FC Balzers, dem er sich 1997 anschloss. Wo er ab 2007 unter Vertrag stand, ist unbekannt.

### Nationalmannschaft
Büchel gab sein Länderspieldebüt in der liechtensteinischen Fussballnationalmannschaft am 2. Juni 1998 beim 0:6 gegen Österreich im Rahmen eines Freundschaftsspiels. Bis 2002 war er insgesamt fünf Mal für sein Heimatland im Einsatz.